# Большой Торешкюбар
Большой Торешкюбар (мар. Кугу Торешкӱвар) — деревня в Сернурском районе Республики Марий Эл. Входит в состав Верхнекугенерского сельского поселения.

## География
Находится в северо-восточной части республики Марий Эл на расстоянии приблизительно 9 км на юго-восток от районного центра посёлка Сернур.

## История
Деревня основана в XVI веке. По данным 1859—1873 годов в 31 дворе проживали 196 человек, мари, в 1884 году в 54 дворах проживал 321 житель. В 1919 году насчитывалось 75 дворов, 383 жителя. В советское время работали колхозы «Йошкар эрык», «У саска», «1 марта» и «Дружба» Появились производственные постройки, животноводческий комплекс для крупного рогатого скота, хранилища кормов и фуража.

## Население
Население составляло 218 человек (мари 99 %) в 2002 году, 230 в 2010.